# Cerro Cahuana (berg)
Cerro Cahuana är ett berg i Bolivia, på gränsen till Chile. Det ligger i den sydvästra delen av landet, 400 km sydväst om huvudstaden Sucre. Toppen på Cerro Cahuana är 4 774 meter över havet.
Terrängen runt Cerro Cahuana är kuperad åt nordost, men åt sydväst är den bergig. Trakten runt Cerro Cahuana är nära nog obefolkad, med mindre än två invånare per kvadratkilometer.. 
Trakten runt Cerro Cahuana är ofruktbar med lite eller ingen växtlighet.